# Jávai görény
A jávai görény (Mustela lutreolina) az emlősök (Mammalia) osztályába a ragadozók (Carnivora) rendjébe és a menyétfélék (Mustelidae) családjába tartozó faj.

## Előfordulása
Szumátra és Jáva szigetén honos. A tengerszint feletti 1000-2200 méteres magasságban megtalálható.

## Megjelenése
A jávai görény bundája vörösesbarna. Testhossza 30–32 cm, ebből a farok 14–17 cm. Testtömege 295-340 gramm.

## Életmódja
A jávai görény életmódjáról keveset tudunk. Valószínűleg éjjel aktív. Tápláléka kis emlősök és más kisebb állatok.

## Természetvédelmi állapota
A fakitermelés fenyegeti. Az IUCN vörös listáján a veszélyeztetett kategóriában szerepel.

## Fordítás
- Ez a szócikk részben vagy egészben  az   Indonesisches Bergwiesel című német Wikipédia-szócikk fordításán alapul.  Az eredeti cikk szerkesztőit annak laptörténete sorolja fel. Ez a jelzés csupán a megfogalmazás eredetét és a szerzői jogokat jelzi, nem szolgál a cikkben szereplő információk forrásmegjelöléseként.